# Reformierte Kirche Möhlin

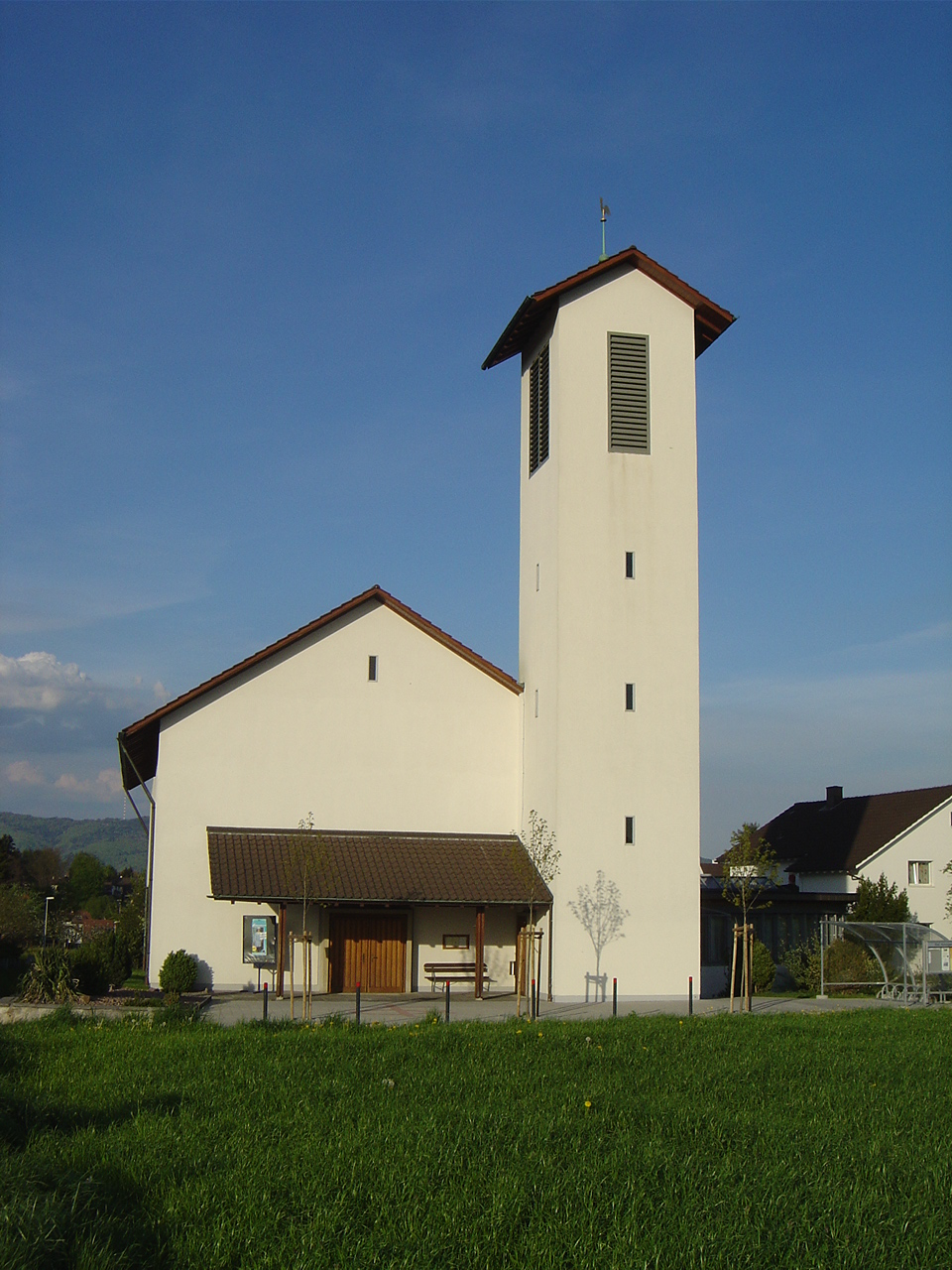
Reformierte Kirche Möhlin

Die reformierte Kirche Möhlin ist das reformierte Gotteshaus in der aargauischen Gemeinde Möhlin. Sie wurde 1948 eingeweiht.

## Geschichte
Das Fricktal, zu dem Möhlin gehört, ist traditionell katholisch. Erst durch die Zuwanderung ab der zweiten Hälfte des 19. Jahrhunderts kamen reformierte Christen nach Möhlin, dessen katholische Bevölkerung sich im Dezember 1872 von der römisch-katholischen Kirche abspaltete und die christkatholische Kirche der Schweiz mitbegründete. Die Anzahl der zugewanderten Reformierten stieg und im Jahre 1926 wurde ein reformierter Kirchenchor gegründet. Die Gründung einer eigenständigen Kirchgemeinde erfolgte im Jahre 1964.
Eine eigene Kirche wurde 1948 auf dem Wildenrain errichtet. 1971 konnte die zweimanualige Metzler-Orgel mit 18 Registern in Betrieb genommen werden.